# نگاه مراقب
نگاه مراقب (انگلیسی: Dareka no Manazashi) انیمه و فیلم کوتاه ژاپنی محصول ۲۰۱۳ که نویسنده و کارگردان آن ماکوتو شینکای می باشد.

## داستان
داستان فیلم درباره بلوغ زنی جوان که به تازگی مستقل شده و رابطه او با پدرش تغییر کرده است. داستان از طریق یادآوری خاطره ی زندگی خانوادگی آنها و ارتباط دختر و پدرش با گربه خانواده شکل می گیرد.